# بريقة (سوريا)
قرية بريقة قرية سورية تقع في الجولان، أنشئت أولى بيوتها نحو العام 1873 على يد مهاجرين شراكسة الذين هُجروا من القفقاس.

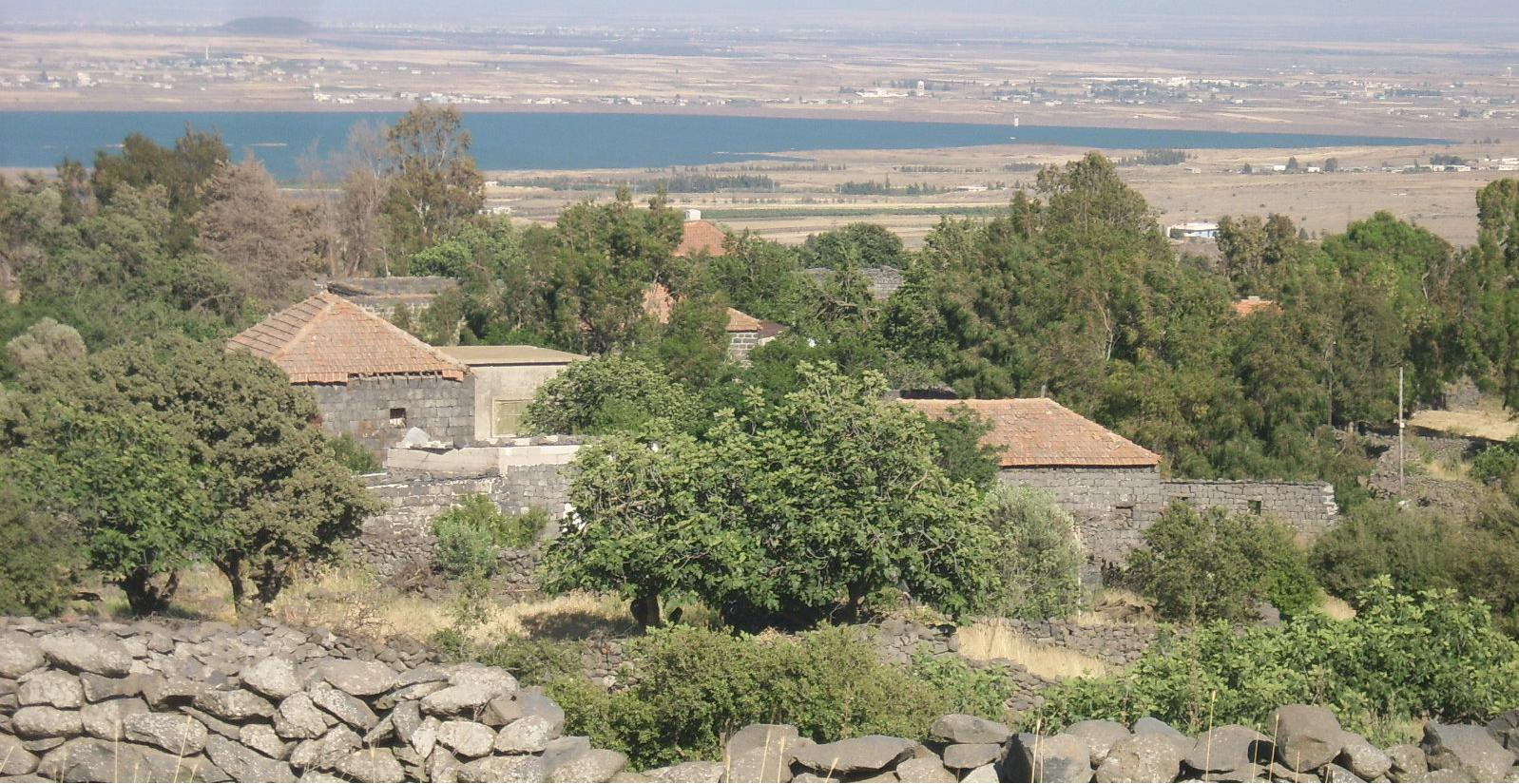
منظر لقرية بريقة وتحتها سد كودنة التجميعي

وقعت القرية تحت الاحتلال الإسرائيلي عام 1967 بعد حرب حزيران، وتمكنت سورية من استردادها عقب حرب تشرين التحريرية عام 1973. عادت بعض العائلات لتسكن القرية اعتبارا من 1974، وازدادت أعداد السكان بعد بناء قرية بريقة الجديدة شمال القرية القديمة عام 1986. بيوت القرية القديمة جميلة ومبنية بإتقان على طراز متميز مبني من الحجارة والقرميد الأحمر من ما توافر في تلك الأيام من مواد للبناء. إلا أن معظمها مهجور منذ النزوح. وهي من القرى الباقية على حالها بعد الاحتلال الإسرائيلي والتحرير.

## الطبيعة والحياة البرية
تتميز القرية بطبيعة خضراء جميلة جدا ومناح مائل للبرودة شتاء والاعتدال صيفا. يقصدها الزائرون من كافة المناطق للاستمتاع بالمناخ وبالطبيعة الخلابة والهواء النقي والأجواء العائلية. تنتشر على أطرافها غابة خضراء ذات مناظر خلابة، تشهد القرية في فصل الربيع تجمعا حاشدا لكل الزائرين من كافة المناطق للاستمتاع بالمناخ وبالطبيعة الخلابة.

## الزراعة والإنتاج الحيواني
تتركز الزراعة على المحاصيل الزراعية الموسمية وأشجار التين والزيتون والعنب واللوزيات، أما الإنتاج الحيواني فيعتمد على الأبقار والنحل.

## القرى الصحية
تعتبر القرية واحدة من القرى المدرجة على لائحة القرى الصحية. وقد احتلت بجدارة في إحدى السنوات المركز الأول حسب تصنيف القرى الصحية، وتشهد نشاطا مناهضا للتدخين تم إعداد وبث تقارير عنه من خلال القنوات الفضائية.

## السكان
يبلغ عدد سكان القرية القديمة والجديدة نحو 500 نسمة، أغلبهم من الشراكسة. كثيرون من السكان الذين هجروا من القرية بعد حرب حزيران عام 1967، لم يعودوا بشكل نهائي، وما زالوا يقيمون في دمشق أو في بلدان المهجر.
يوجد في القرية ناد رياضي اسمه «نادي بريقة الرياضي» كما يتوافر فيها مركز ثقافي ومستوصف وعيادة سنية ومسجد يتوسط القرية بالإضافة إلى عدد من المحلات التجارية ودكاكين الحرفيين والتجار، تشتهر القرية بنبع ماء عذب ومنعش يقع عند مدخل القرية القديمة.